# (6650) Morimoto
Pour les articles homonymes, voir Morimoto.
(6650) Morimoto est un astéroïde de la ceinture principale.

## Description
(6650) Morimoto est un astéroïde de la ceinture principale. Il fut découvert le 7 septembre 1991 à Kitami par Kin Endate et Kazuro Watanabe. Il présente une orbite caractérisée par un demi-grand axe de 2,60 UA, une excentricité de 0,17 et une inclinaison de 12,5° par rapport à l'écliptique.

## Compléments